# Tagetes elliptica
El chincho o suyku (Tagetes elliptica Sm.) es una especie de plantas de la familia de las compuestas (Asteraceae) nativa del Perú. Posee diversos usos tales como en gastronomía y también con fines terapéuticos.

## Descripción
Es una planta herbácea aromática de crecimiento rápido. El tallo es ramificado y erecto. Las hojas pinnadas, con folíolos elípticos y aserrados. Puede llegar a medir una altura inicial de 50 - 70 cm y luego hasta 2 m. Posee un tallo principal que al ser cortado podría desarrollar varios tallos, la característica de sus hojas es que son lanceoladas, redondeadas y aserrada en los bordes.

## Distribución y hábitat
Se distribuye en los Andes del Perú, entre las principales zonas en que se encuentra es en Áncash a unos 2700 m s.n.m, en Huánuco, Cajamarca, Junín, La Libertad y Pasco.

## Taxonomía
Tagetes elliptica fue descrito por James Edward Smith y publicado en Rees, Cycl. xxxv. n. 7.
Etimología
Tagetes: nombre genérico que proviene de la mitología etrusca Tages.
elliptica: epíteto latíno que significa "elíptica".

## Importancia económica y cultural
Su importancia radica en sus propiedades medicinales y por su agradable olor en potajes culinarios-condimentados típicos de la zona que forman parte de la gastronomía peruana.

### Usos y aplicaciones
- Alimenticia: Su uso está muy extendido como uno de los ingredientes de la pachamanca. Al igual que el huacatay, esta planta tiene un aroma fuerte y característico.[4]
- Medicinal: Existen pocos trabajos de investigación sobre su aceite esencial, pero tiene una composición similar al huacatay aunque con otros componentes químicos característicos. Su aceite esencial posee propiedades antibacterianas significativas frente a microorganismos como: Staphylococcus aureus, Staphylococcus epidermidis, Bacillus subtilis, Escherichia coli, Pseudomonas aeruginosa. Además tiene actividad antifúngica, frente a Candida albicans (presentándose así como paliativo en una menstrución dolorosa) y Aspergillus spp. Por último se detectaron propiedades insecticidas contra la tripanosomiasis.[4]

## Nombres comunes
- Culantrillo serrano,[10] chincho, chinchu, sacha huacatay,[11] maría sacha[12]